# برهان بسيس
برهان بسيس هو اعلامي وسياسي تونسي من مواليد سنة 1970. عمل موظفا في الوكالة التونسية للاتصال الخارجي وعُرف بمساندته لنظام الرئيس التونسي السابق زين العابدين بن علي ودفاعه عنه في المنابر الاعلامية. يقدم منذ 2020 برنامج «هاذي اخرتها» في قناة التاسعة.

## النشأة والمسيرة
انضم بسيس في بداية مسيرته الطلابية إلى الاتحاد العام لطلبة تونس وهي المنظمة النقابية الطلابية التي تضم أغلب التيارات اليسارية. انضم بعد ذلك إلى حزب التجمع الاشتراكي التقدمي الذي أصبح يعرف فيما بعد بالحزب الديمقراطي التقدمي ثم الحزب الجمهوري. وقد اشتغل لعدة سنوات أستاذا لمادة التربية المدنية في المعاهد الثانوية.
بعد ذلك أصبح برهان بسيس الوجه الاعلامي الأبرز في الدفاع عن نظام الرئيس زين العابدين بن علي خاصة في وسائل الاعلام الخارجية مثل قناة الجزيرة التي كانت توجه اتهامات لنظام بن علي بالديكتاتورية والفساد والتضييق على الحريات وعدم احترام حقوق الإنسان.
اثر الثورة التونسية التي جدَت سنة 2011, أعلن برهان بسيس اعتزاله الحياة السياسية والاعلامية باعتبار أنه يمثل أحد أبرز وجوه النظام السابق وتم ايقافه في 25 سبتمبر بتهمة الفساد المالي لكن تم اطلاق سراحه والحكم بعدم سماع الدعوى.
وفي سنة 2014، عاد برهان بسيس من جديد للمشهد الاعلامي من خلال قناة نسمة التونسية كمقدم لبرنامج ناس نسمة وهو برنامج يومي يهتم بالمستجدات السياسية قبل أن يستقيل منها في أفريل 2016 بسبب خلاف في وجهات النظر مع مالك القناة نبيل القروي.
منذ سبتمبر 2016 التحق برهان بسيس بقناة التاسعة، وهي قناة تونسية حديثة العهد أنشأها الاعلامي معز بن غربية.
و في 15 مارس 2017، أعلن حزب حركة نداء تونس الحاكم في تونس منذ 2014 عن تعيين برهان بسيس مكلفا بالشؤون السياسية للحركة اثر الصراعات الداخلية التي شهدها الحزب.

## أعماله
- وحش الشاشة، التاسعة، 2019
- رونديفو نوف (Rendez-vous 9)، التاسعة، 2019
- للتاريخ، التاسعة، 2019 و2020 و2021
  - الموسم الثالث: 5 أكتوبر 2021 - الآن
- هاذي آخرتها، التاسعة، 2020 و2021
- الدنيا زينة، قرطاج+، 12 فيفري 2024  - الآن